# Volkswagen Logus
 (juillet 2018).
Si vous disposez d'ouvrages ou d'articles de référence ou si vous connaissez des sites web de qualité traitant du thème abordé ici, merci de compléter l'article en donnant les références utiles à sa vérifiabilité et en les liant à la section « Notes et références ».

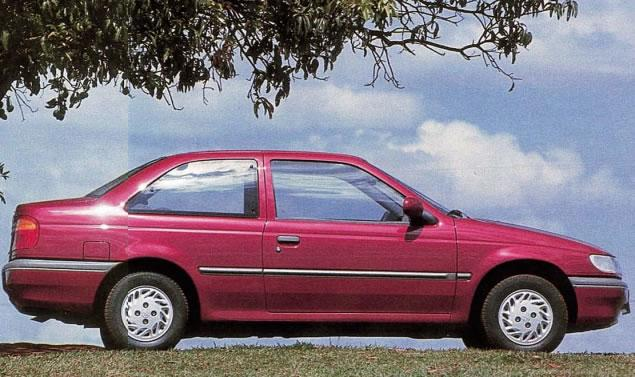
Vue latérale

Logus était un coupé compact fabriquée par Volkswagen entre 1993 et 1997.
La voiture était basée sur la plate-forme de génération Mk5 de la Ford Escort, dont elle hérita de sa base mécanique et de sa suspension dans le cadre la collaboration AutoLatina. Elle dispose d'une version 5 portes, la Volkswagen Pointer.

## Histoire
L'histoire de Volkswagen Logus a commencé lorsque la filiale brésilienne de Volkswagen a ressenti le besoin de mettre une nouvelle berline intermédiaire dans sa gamme de produits, car l'Apollo s'est révélée être un échec commercial majeur. Dans le cadre d'AutoLatina, une joint-venture avec Ford, le projet d'utiliser comme base la deuxième génération de l'Escort. Au lieu de faire une copie du modèle de la sœur, qui n'avait pas bien fonctionné avec Apollo, Volkswagen a décidé d'utiliser seulement la même base mécanique, mais à l'extérieur a été retravaillé pour montrer au public qu'il s'agissait d'un produit distinct. L'idée était de profiter de l' effectif de Ford pour produire les voitures de l'usine Taboão de São Bernardo do Campo (SP), où les modèles Escort, Verona, Hobby et Pampa sortent également.
Les créations du nouveau projet ont débuté dans les studios Ghia Design de Turin, en Italie, et ont été finalisées au Brésil par les designers de Volkswagen sous la direction de Luiz Alberto Veiga, également connu pour la Volkswagen Fox. C'était une voiture moderne, avec une aérodynamique remarquable : coefficient aérodynamique (Cx) de 0.32, un des indices les plus bas de l'époque.

## 1993: année du lancement
Le lancement de la Volkswagen Logus a eu lieu en mars 1993 et était initialement proposé dans les versions CL, GL et GLS. Le premier (de base) avait quelques équipements standard avec des moteurs de 1,6 litre carburé (de Ford, l'AE-1600) et 1,8 (c'est-à-dire, Volkswagen, l'AP-1800). Le GL central avait quelques accessoires supplémentaires, comme des lunettes vertes, radio et miroir sur le parasol. Et le haut de gamme, le GLS, disposait d'éléments standards tels que: des fenêtres, des serrures et des rétroviseurs électriques, un lecteur de radio sans précédent avec amplificateur et égaliseur, qui équipait également la version XR3 de la Ford Escort. Phares antibrouillard, miroir sur le pare-soleil avec lumière et volant réglable en hauteur entre autres. Ces deux dernières versions avaient seulement 1.8 moteurs.
L'innovation du modèle équipé d'un moteur à essence de 1,8 litre était dans le « carburateur électronique » sans précédent où le starter fonctionnait automatiquement et le régime de ralenti était toujours maintenu stable. L'étrangleur et la soupape électromagnétique au ralenti étaient contrôlés par un microprocesseur, assurant la fiabilité du système. Leur échange a été conduit par des câbles (un câble pour la sélection, un autre pour l'accouplement), au lieu du traditionnel, en étant semblable à celui du golf allemand. Cet échange était connu sous le nom de MQ.

## 1994: arrivée du moteur2litres
Depuis 1994, Volkswagen a adopté le moteur AP-2000 dans le modèle GLS et raccourci le différentiel de tous les modèles de 14 %, contribuant ainsi à la performance. Initialement, le moteur AP-2000 était offert avec le «carburateur électronique», qui a fini par donner de nombreux maux de tête aux propriétaires. De toute façon, la voiture a beaucoup gagné en performance avec les modifications apportées. Cette année-là, le constructeur automobile a également abandonné le moteur AE-1600 dans la version CL en faveur de l'AP-1600. La version GLSi fabriquée à la fin de 1994, avait déjà l'injection multipoint FIC, citée ci-dessous.

## 1995: ère numérique
La grande nouveauté préparée pour 1995 était l'adoption de l'injection électronique, à commencer par le GLSi équipé d'un moteur de 2,0 litres. Avec une injection multipoint (FIC Digital EFI-D), la voiture a réalisé une performance étonnante atteignant la marque des 194 km/h dans les essais de Quatro Rodas, considérée comme la Volkswagen la plus rapide produite au Brésil. Dans les modèles CLi (moteurs 1,6 et 1,8 litre), l'injection était monopontée (FIC Digital CF1-D).
Toujours en 1995, le modèle Wolfsburg Edition a été lancé, un hommage de la branche brésilienne à la ville qui abrite le siège du siège. Le point culminant était la finition distinctive (surtout l'intérieur en velours), les jantes en alliage de 14 pouces et les phares allongés du Volkswagen Pointer, avec des unités longue portée près de la calandre, mais perdant des accessoires exquis comme le lecteur CD avec égaliseur moteur numérique. Le moteur a également reçu quelques améliorations techniques, qui ont atteint 120 chevaux dans la version essence et 123 chevaux dans la version alcool, qui à son tour ont été produites quelques unités différenciées par le manteau avec un fond blanc.

## 1996: destination tracée
En 1996, la destination du Volkswagen Logus était déjà décrite. Avec la fin d'Autolatina en octobre 1996, Volkswagen et Ford ont conclu un gentlemen's agreement qui prévoyait le maintien du support de produits hybrides pendant un an. Pour Volkswagen, il n'était pas économiquement viable d'acheter tout l'outillage pour continuer à produire la voiture dans l'une de ses usines, qui n'avait pas non plus l'espace physique pour une nouvelle chaîne de montage. La ligne de cette année comportait des changements seulement dans les tissus, enjoliveurs et pare-chocs peints pour les deux modèles, avec les versions CL, GL et GLS étant maintenant 1.6i, 1.8i (avec une plus large gamme d'options pour les versions. fusionner le modèle de finition GL au moteur 1.6) et Wolfsburg Edition.

## 1997: fin
Certaines unités de la Volkswagen Logus ont été fabriqués en 1997 avec des pièces de rechange produites l'année précédente. Il y en avait très peu (environ 1 000 unités estimées) et il s'est retrouvé hors de la ligne. Dans une tentative de combler le trou avec l'absence d'une berline moyenne dans sa ligne, Volkswagen a décidé d'apporter le modèle Polo Classic de l'Argentine.
- CL / CLi *
- GL / GLi *
- GLS / GLSi *
- Wolfsburg Edition

(*) Jusqu'en 1995 il existait encore des versions avec carburateur. Pour la différenciation, les versions avec injection électronique ont été identifiées par la lettre "i".